# بلماح

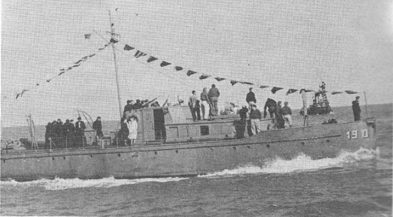
شعار البلماح (تصميم : أريا الحناني)

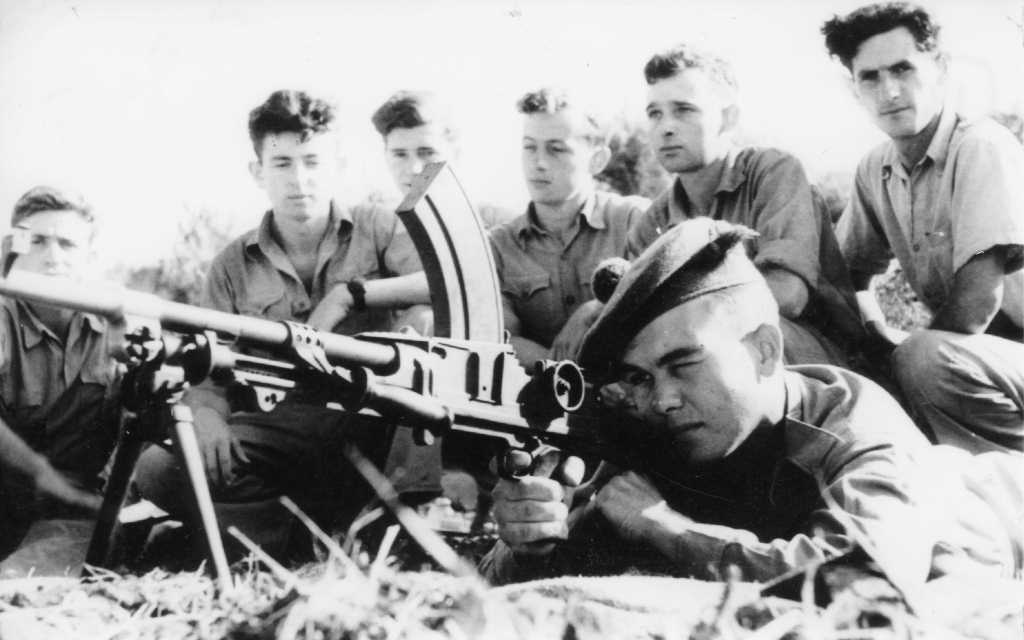
من تدريبات قوات البلماخ، بين 1942 - 1949

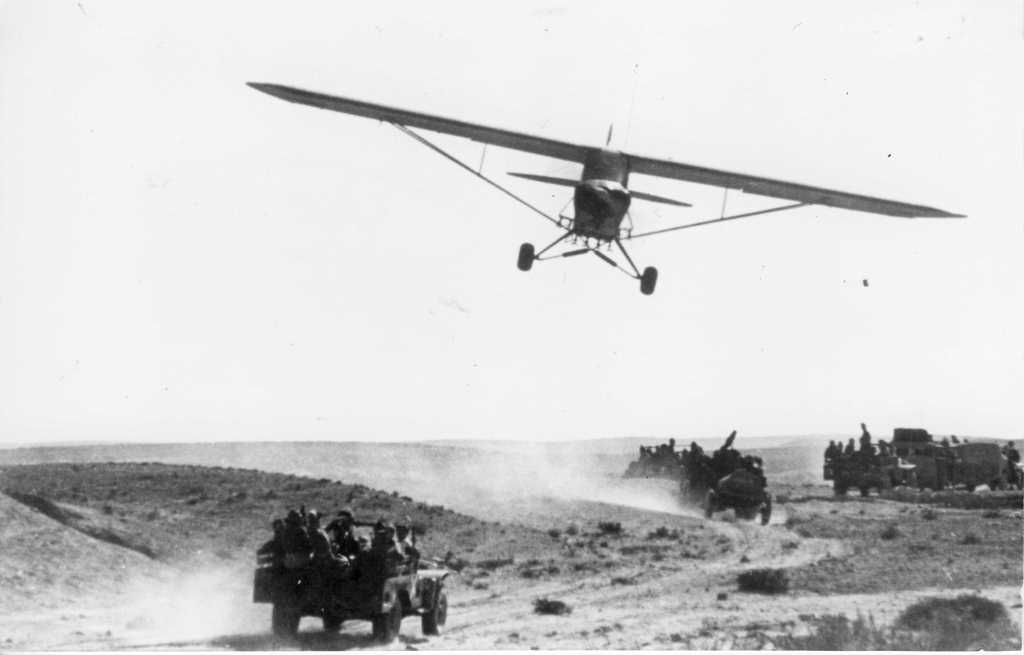
طائرة مقاتلة لدعم قوات البلماخ، 1948

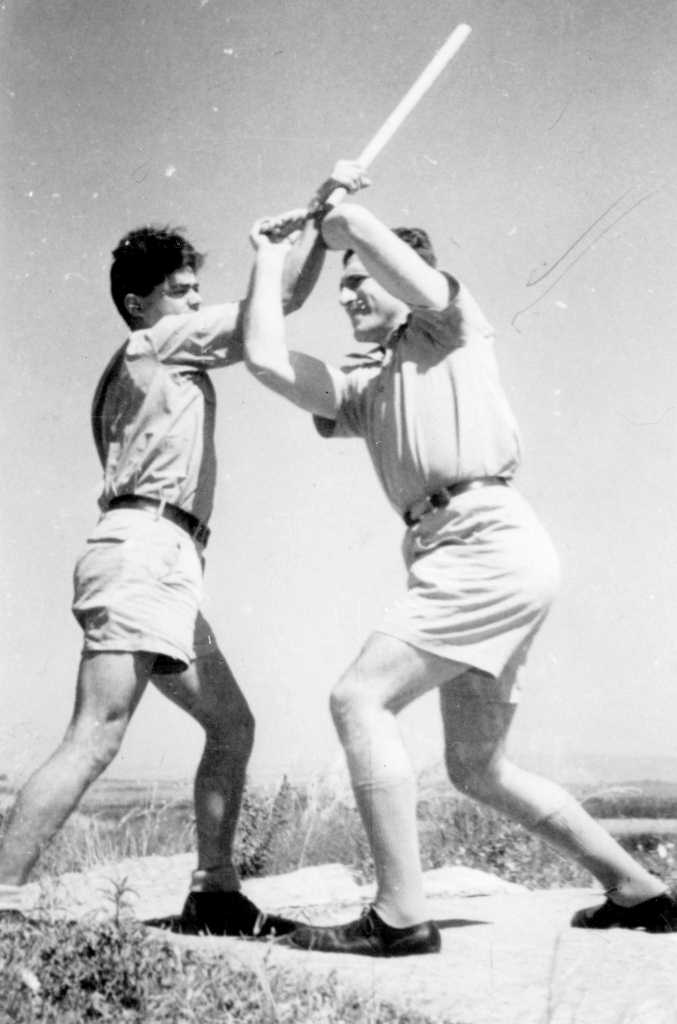
التدرب على القتال اليدوي

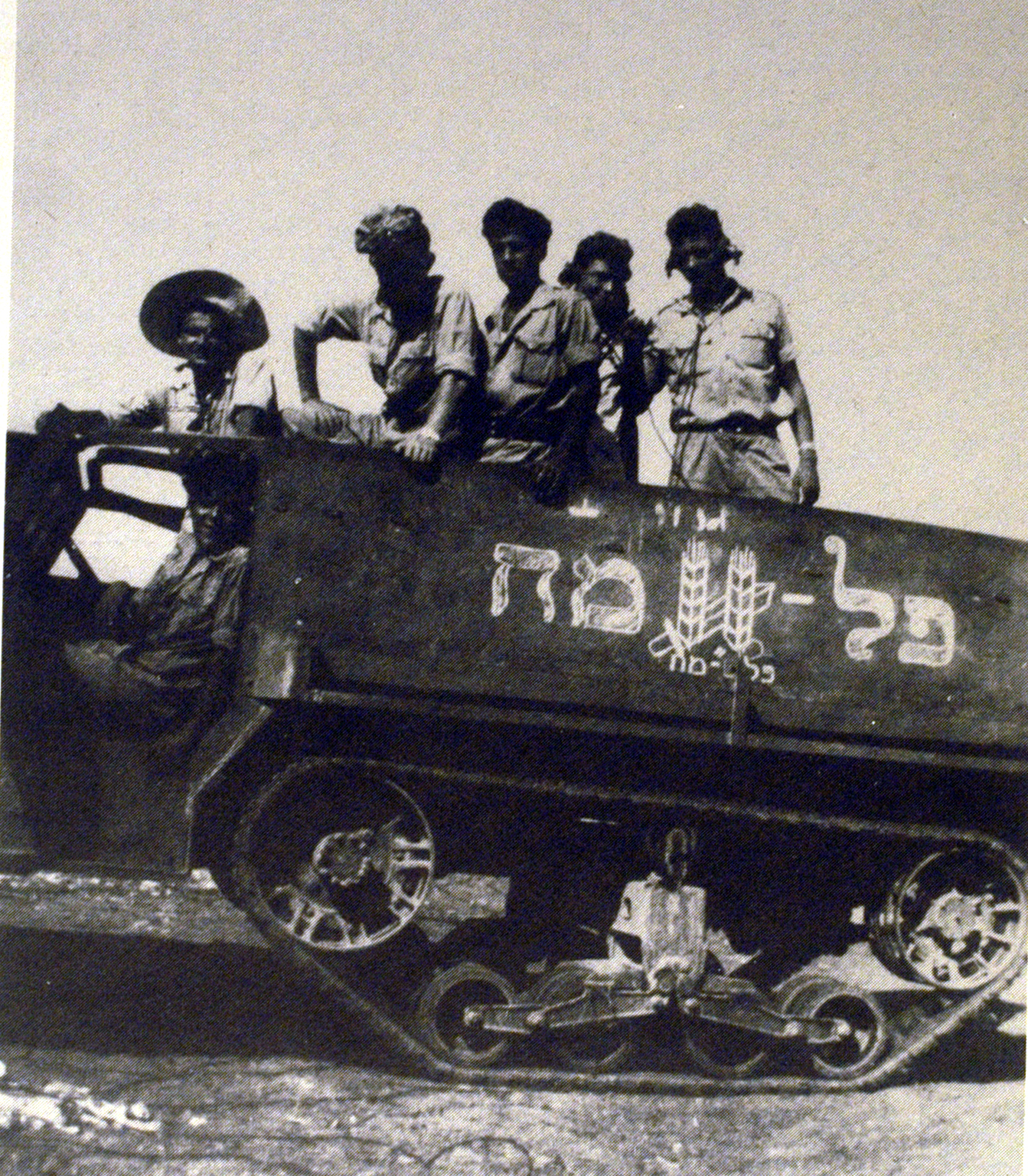
مركبة آلية مدرعة تابعة لقوات البلماخ وكتب عليها (بلماخ)

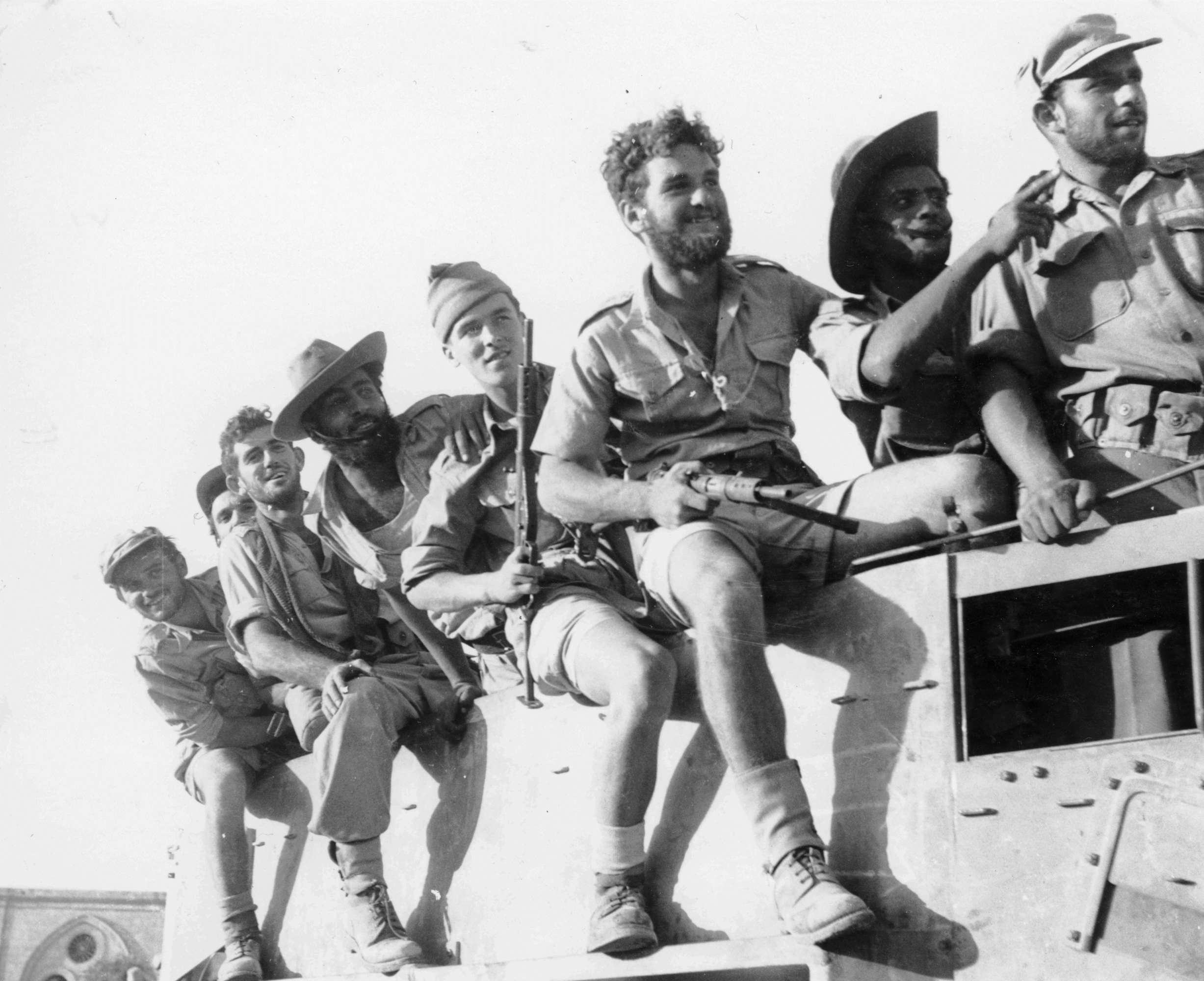
افراد من قوات البلماخ يركبون مصفحة

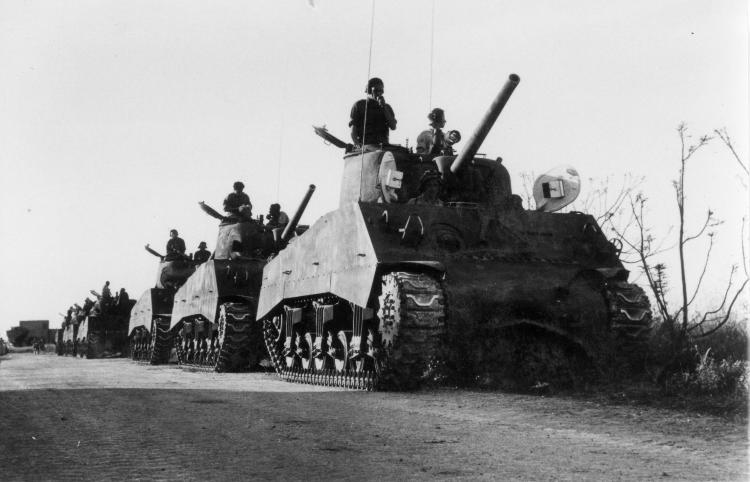
مدرعات تابعة للبلماخ، 1948

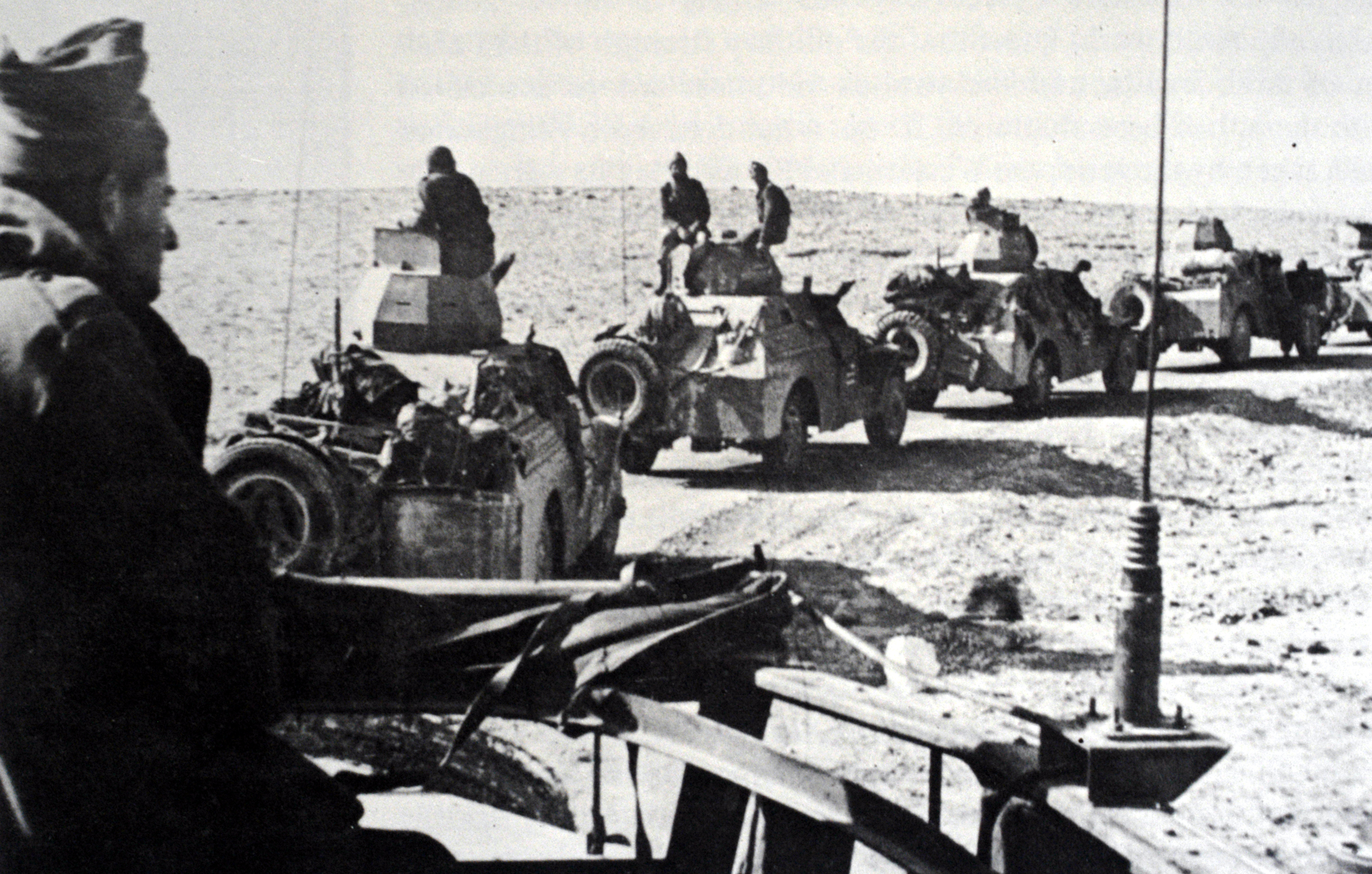
رتل من مدرعات البلمخ في النقب، 1948

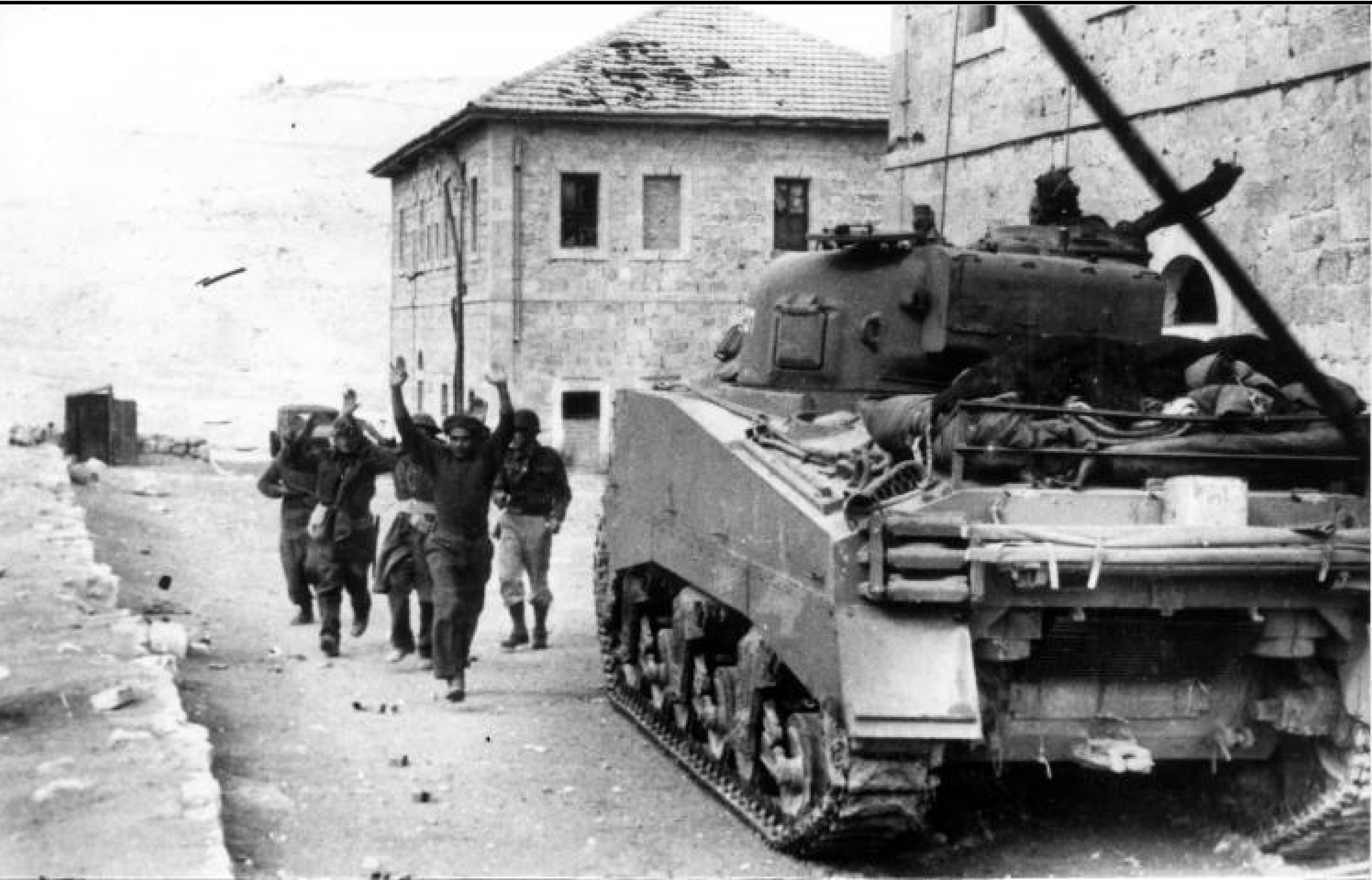
قوات مدرعة من البلماخ تأسر آخرين، 1948

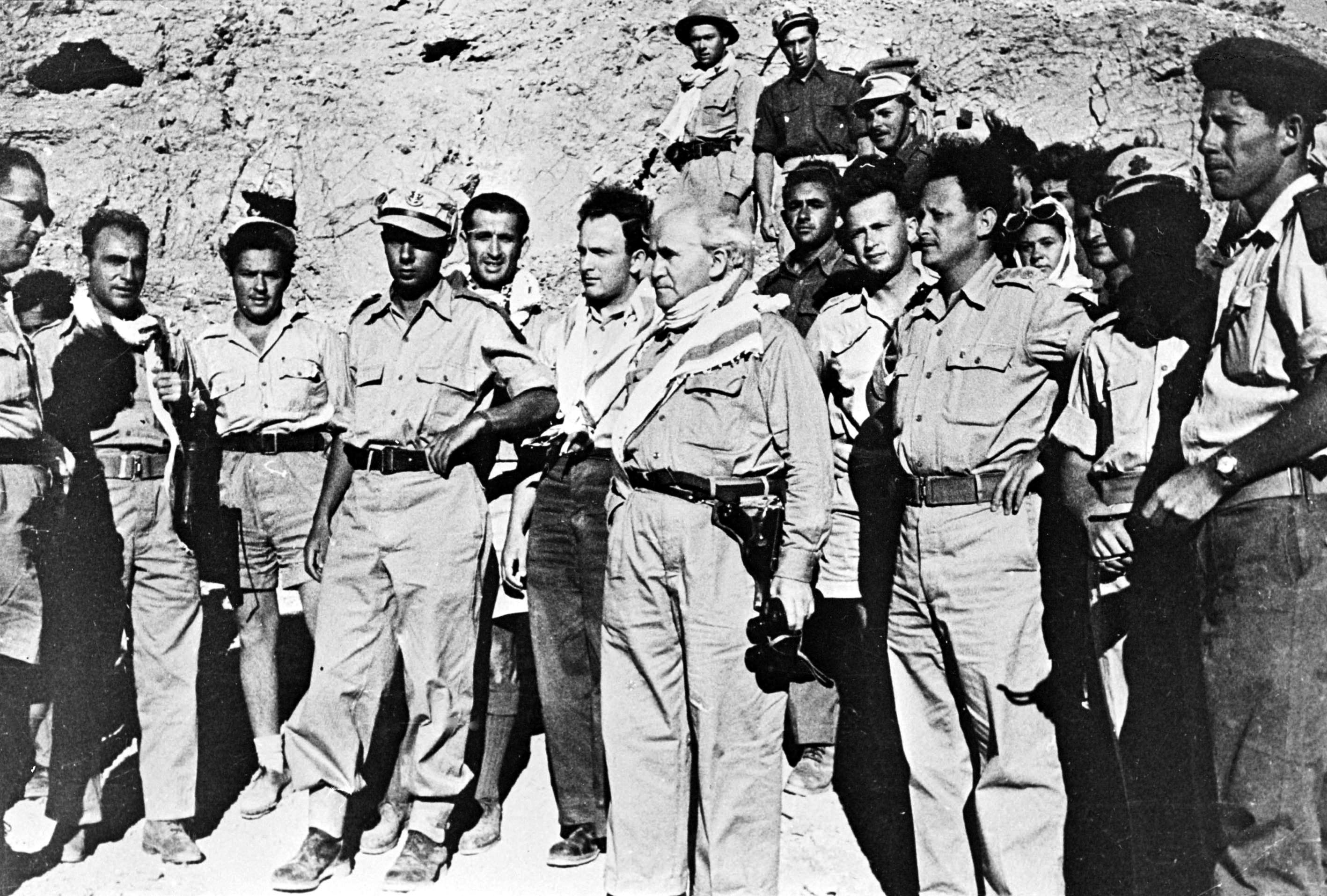
بن جوريون واسحاق رابين (عندما كان شابًا) مع افراد من قوات البلماخ

البلماح أو البلماخ (بالعبرية: פלמ"ח اختصارا لعبارة "پلوجوت ماحتس" (פלוגות מחץ) أي سرايا الصاعقة)، هو القوة المتحركة الضاربة التابعة للهاجاناه، الجيش غير الرسمي لليشوف (المستوطنات اليهودية) أثناء الانتداب البريطاني على فلسطين. تأسس البلماح في 15 مايو 1941، ونمى حتى حرب 1948 إلى ثلاث ألوية قتالية بالإضافة إلى وحدات جوية وبحرية واستخباراتية. قتل 1169 عنصرا من البلماح بين عامي 1941 و1949 ومن أشهر رجالاته: إسحاق ساده وإيغال آلون وموشيه دايان وإسحق رابين.
أسهم البلماح بشكل كبير في الثقافة والشخصية الإسرائيلية. كون أعضائه العمود الفقري لالجيش الإسرائيلي باحتلالهم مناصب قيادية، بالإضافة إلى بروزهم في السياسة والأدب والثقافة الإسرائيلية.
كان له الدور الأكبر في قتل وتعذيب وتشريد وتهجير وتدمير وقلع واقتلاع واضطهاد آلاف الفلسطينيين. أضف إلى ذلك كله، دوره في عمليات ارهابية وتفجيرات اودت بحياة الالاف.

## البلماح
البلماح (سرايا الصاعقة)، كانت القوة العسكرية النظامية لمنظمة الهاجاناه في فلسطين منذ عام 1941 وحتى عام 1948. تم تأسيسها منذ البداية لتصبح القوة المجندة الموجهة لمنظمة الهاجاناه التي صنفت نفسها بأنها الجيش العبري التابع للدولة اليهودية التي كانت في الطريق (قبل حرب 1948).
حاد تأثير البلماح على تاريخ دولة إسرائيل وعلى تاريخ حضارتها عن نطاق مساهمتها العسكرية، وهو التاثير الهام في ذاته.
كانت البلماح خلال الأيام الأولى من حرب 1948 هي العمود الفقرى للجيش الجديد، فشاركت في معارك بالشمال وبالوسط وحملت أيضا عبء الدفاع عن الجنوب بأكمله، حتى انتظم الجيش الإسرائيلي وانخرط في السلك العسكرى وبدأ ممارسة عمله. وبالإضافة لدورها العسكرى ساهمت البلماح أيضا في مجالات كثيرة ومتنوعة؛ من بينها: مقاومة سلطة الانتداب البريطاني في فلسطين، والهجرة إلى فلسطين سرا أيام الانتداب البريطانى، وكذلك الاستيطان بها، وساهمت أيضا في صياغة الثقافة والأدب والغناء العبري.
وشكلت البلماح كيان خاص لشخصية محاربيها وطلائعها وأيضا قادتها وظهر هذا في شخصيات مثل إيغال آلون ويتسحاق رابين. تم حل البلماح واندمجت وحداتها في صفوف الجيش النظامى مع قيام الدولة وبناء الجيش الإسرائيلي عام 1948.

## تاريخ البلماح

### النشأة
يبدو ان سماء الاستيطان العبري بفلسطين كان قد أظلم مع بداية عام 1941: حينما احتلت ألمانيا فرنسا في مايو عام 1940 وساندت بريطانيا فرنسا ضد تهديد دول المحور وخاصة ألمانيا التي قد اقتربت من حدود بريطانيا؛ فخرج إرفين روميل في حملة عسكرية إلى أفريقيا نحو نهر النيل ويبدو أن فلسطين كانت معرضة لأن تسقط بين يديه؛ فسيطر الفرنسيون على سوريا ولبنان، واحتل الألمان اليونان، وجزيرة كريت، أما في العراق فقد استولى على الحكم رشيد عالي الكيلاني الذي كان مناصرا للألمان...إلخ. وتسبب كل هذا في الحاجة إلى تأسيس قوة تحاول الدفاع عن الاستيطان العبرى في فلسطين، الأمر الذي اتفق مع الزحف الألمانى، هذا إلى جانب مشاركة المحاربين اليهود في الجيش البريطاني.
امتنع الجيش البريطاني عن تنفيذ أية عمليات حربية خاصة ضد فرنسا نظرا لالتزامه بالقانون الدولي. وقررت مؤسسات الاستيطان في أعقاب هذا بأن تشرك بعض عناصرها في الجيش البريطانى، حيث نُفذت تلك العمليات على أيدى قوة من داخل الاستيطان. واطلق على هذه القوة اسم «سرايا الصاعقة» التي تأسست في 15 مايو 1941 بسواعد طاقم القيادات الذين عملوا معا في الكتيبة الجوالة والكتائب الميدانية في نهاية الثلاثينيات تحت قيادة إسحاق ساده.
وقد تقرر أن تتدرب هذه القوى على خطط القتال البسيطة، تتجول وتتدرب على العمليات التخريبية، وتتدرب على عمليات الاستطلاع والهجوم، وتُعد الميدان استعدادا للاعتداء الألمانى إذا ما أتى. وترأس إسحاق ساده قيادة الوحدة الجديدة، وهي القيادة التي كانت تابعة مباشرة للقيادة العامة لمنظمة الهاجاناه. ونوابها في القيادة الأولى هم: دافيد (دافيدقا) نمرى، وجورا سنأن. كانت الفصيلة السورية هي وحدة الجنود المستعربين الأولى التابعة لمنظمة الهاجاناه، وعملت داخل البلماح. وتم اعدادها في المرحلة الأولى لعمليات الاستخبارات والتخريب بسبب الزحف إلى سوريا ولبنان (عملية اكسبورتر، يونيو ويوليو 1941)، وتم دس جنود مستعربين آخرين بسوريا ولبنان بعد الاحتلال البريطانى بهدف إعداد شبكة استخبارتية وعمليات تخريبية في حالة إذا ما جاء الاحتلال الألماني إلى فلسطين.
لم تتأسس البلماح من العدم، فقد سبقها هيئات عسكرية وهيئات عسكرية شبه رسمية التي شكل خريجيها الهيكل القيادى بها. وما اشتركت فيه تلك الهيئات هو انهن كانوا يعملن وفقا لفكر إسحاق ساده العسكرى المتميز، الذي طالب بالابتعاد عن فكر الهاجاناه الراكد والانتقال إلى فكر عسكري ديناميكى مبتكر.
وبسبب ضيق الميزانية قُرر استمرار المقاتلين في تدريباتهم على أن يتم استدعاءهم مرة واحدة في الشهر لمدة أسبوع للتدريب والتعرف على البلاد. مع اقتراب الخطر النازي إلى فلسطين وخطة البريطانيين لترك المنطقة، صدق البريطانيون على تمويل شامل لتجنيد ثلاثمائة شاب تم اعدادهم ليصبحوا جنود استطلاع وخبراء في تفكيك المتفجرات. وبهذه الأموال المخصصة تم تجنيد المزيد من الشباب.

### العمليات الأولى
باءت العملية الأولى بالفشل، وهي عملية «23 بحار على الزورق»، الذين خرجوا في الزورق إلى طرابلس بلبنان في 18 مايو1941 لضرب معامل تكرير النفط هناك. واختفى الثلاثة والعشرون جندى والضابط البريطانى الذين انضموا إليهم، ولم يُعرف حتى الآن ماهو مصيرهم. وعد هذا الأمر ضربة قاسية للوحدة الصغيرة.
وكانت العمليات الأولى الأخرى هي السيطرة على الجسور الرومية بسبب الزحف البريطاني إلى لبنان المحتلة على أيدى الفرنسيين (Operation Exporter) احتلت وحدة البلماح الصغيرة بقيادة إيغال آلون الجسور وسيطرت عليها خلال ما يزيد عن أربعة وعشرين ساعة بشرط السماح للقوات البريطانية العبور شمالا إلى صور وصيدا. ولكن عندما تأخرت القوات عن المجئ، اضطرت هذه الوحدة إلى الانسحاب للخلف لأربعة وعشرين ساعة أخرى. ومررت قوة الاستطلاع برئاسة موشى دايان وحدة أسترالية صغرى من المقاتلين إلى الجبهة الداخلية للسكنات الفرنسية من الشمال إلى رأس الناقورة. وأثبتت هذه العمليات أن قوة الإنسان الماثل لإقامة الهيكل الجديد بارعة وقادرة على مواجهة القوى الأخرى (الفرنسيون، والعرب) بندية.

### حصن على الكرميل
مع تقدم الألمان إلى فلسطين عام 1942، كانت البلماح منظمة في وحدات عسكرية كبرى، ونجحت في اجتياز التدريبات. وتم إرسال رجال البلماح إلى كيبوتس "دوروت" وكيبوتس "جيت" (وهي قرى تعاونية إسرائيلية) بهدف التدريب على إيقاف الزحف الألمانى في حالة وصوله إلى فلسطين. كانت هذه المهمة مرحلة انتقالية كبيرة لإثبات كفاءة رجال البلماح في هذه الفترة سواء من ناحية قوة العنصر البشرى أو من ناحية الإعداد والتسليح (حيث تم إرسال المقاتلين جنوبا وهم يحملون صولجان (أي عصى خفيفة) دون أية أسلحة). تم إعداد الخطط لوقف قوة الزاحف عن طريق التخريب، وزرع الألغام، واعداد الكمائن. تم تشكيل الفصيلة الألمانية، من مهاجرى ألمانيا ومن متحدثى اللغة الألمانية كلغتهم الأم، بقيادة شمعون كوخ، هو شمعون افيدن، بعد مضى فترة قصيرة لقيادته المبجلة للواء "جفعتى" أثناء حرب 1948 للعمل في طابور خامس في مؤخرة صفوف العدو من خلال انتحال شخصية الألمان. واستكمل النازحين جنوبا تدريباتهم على الاستطلاع والرماية وكذلك تدريبهم للعمل في جماعات صغيرة.
وفي الوقت نفسه أعدت القيادة العامة لمنظمة الهاجاناه خطة دفاعية تتضمن خطة الاستيطان في حالة اقتراب الغزو الألمانى، وأُطلق على هذه الخطة اسم "حصن على الكرميل" واشتملت على تحصين القوات في شمال فلسطين في منطقة بين جبال الناصرة ووادى عاراه وزخرون يعقوب. وعمل على هذه الخطة كلا من إسحاق ساده ويوحنان رطنر بروفيسور الهندسة المعمارية. وسميت هذه الفترة، التي لم يكن بها أي تأكيد فيما يخص مستقبل قيام الاستيطان، بفترة "خوف المئتان يوم". وانهزم رومل في معركة العلمين الثانية، وظلت كل الخطط دون الحاجة لتنفيذها وكان المكسب الأكبر من هذه المعركة هو وضع خطة لدمج البلماح بشكل عام للعمل في هيكل عسكرى ضخم. وعندما اندلعت حرب 1948 بعد مرور بعض السنوات تعلم رجال البلماح تلك الدروس وانخرطت البلماح بالعمل في الجيش الإسرائيلي.

### التأهيل
لمزيد من المعرفة انظر التدريب الموجه

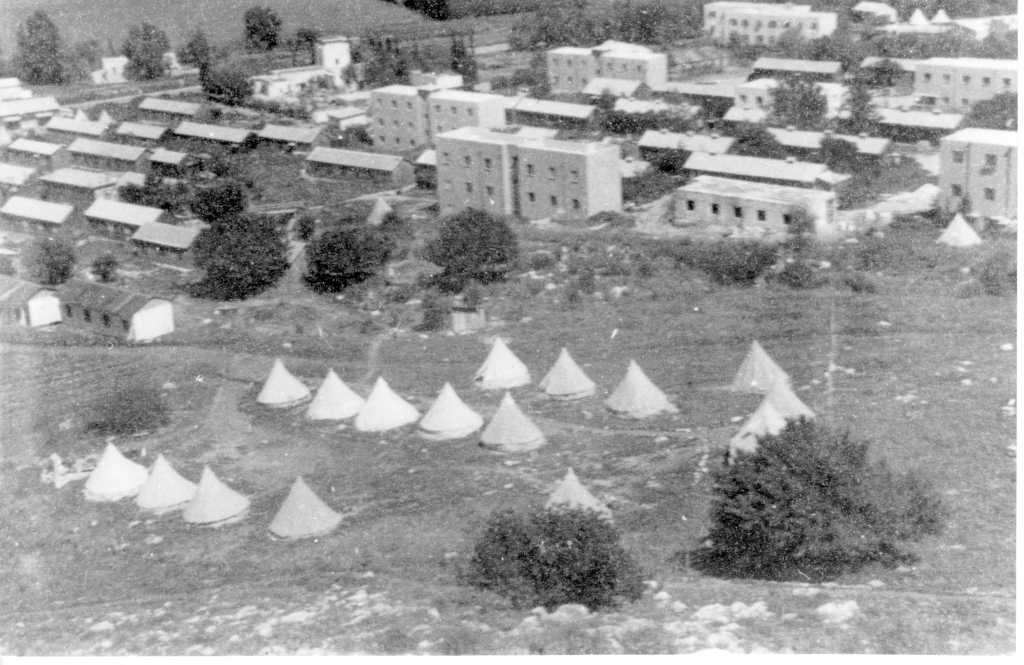
معسكر البلماح في كيبوتس "يجور"

وبعد الانتصار البريطانى في معركة العالمين عام 1942، لم يعد يرى البريطانيون أية فائدة من وجود البلماح، ولذلك أوقفوا عنهم الدعم والمساعدة الذين كانوا يقدمونها للبلماح، واضطرت المنظمة للهبوط إلى الحركة السرية. واقترح يتسحاق تفنقين في هذه المرحلة أن تدعم المنظمة نفسها من خلال العمل في الكيبوتسات (القرى الإسرائيلية التعاونية). على أن تستقبل كل كيبوتس فصيلة من البلماح تزودها بالغذاء والمسكن ومواد أخرى (كالأسلحة)، وفي مقابل هذا تعمل الفصيلة في حقول الكيبوتس وتساعد في حراستها والدفاع عنها. وتمت الموافقة على هذا الاقتراح في أغسطس 1942، وتقرر بأن يتدرب رجال البلماح ثمانية أيام من كل شهر وأن تعمل أربعة عشر يوما ثم تأخذ راحة لمدة سبعة أيام. أنتج هذا الدمج بين العمل الزراعى والتدريبات العسكرية قوة متحركة ومستقلة قام أعضائها بدعم معظم ميزانية البلماح. ثم ظهرت أزمة أخرى في عام 1944 بسبب نقص قوة العنصر البشرى، بعد أن أنهى العديد من رجال البلماح خدمتهم وتم اعفائهم بالإضافة إلى تجنيد عدد كبير من رجال البلماح في الفيلق اليهودي الذي تم تأسيسه في هذه الفترة. وانحلت هذه الأزمة من خلال إعداد مرحلة تسبق الهجرة والاستيطان عند بعض حركات الشباب الذي بلغ أعمار أعضائها ثمانية عشر عاما وأعدت فترة أطلق عليها «التدريب الموجه». وحُددت عامين لهذه الفترة وتمت الموافقة عليها في البداية من قبل الكيبوتس المتحد في يناير 1944، ثم أُلزمت بعض الحركات الشبابية بهذه الفترة منها: "هانوعر هاعوفيد" (الشاب العامل)، و"هاتنوعا هامواحيديت" (الحركة المتحدة)، و"هامحنوت هاعوليم" (معسكرات المهاجرين)، وعلى الفور انضمت إليهم أيضا حركة "هاشومير هاتسعير" (الحارس الصغير). هيأت مرحلة التأهيل الموجه التجنيد المنظم لبعض شباب الكيبوتسات وشباب الموشافيم والمدن. وهكذا وسعت البلماح من قوة العنصر البشرى الخاص بها ومكن تدريب هؤلاء الشباب في إطار مشترك من إقامة مستوطنات أخرى.
يتضمن التدريب الأساسى تدريبات لياقة بدنية، وتدريبات الرماية بالأسلحة الخفيفة، والقتال وجها لوجه أي بالأسلحة البيضاء، ودراسة طوبوغرافية (أي دراسة لمعالم سطح الأرض)، والإسعافات الأولية، والتدريب في وحدات صغرى. ويجتاز أي فرد من أفراد البلماح أيضا تدريبات السباحة والتجديف السريع، وهذا لأن أحد أهم وظائف رجال البلماح هي جلب المهاجرين من السفن المهاجرة بصورة غير شرعية إلى فلسطين (رغم قوانين منع الهجرة إبان الانتداب البريطانى).
يمر رجال البلماح بعد التدريب الأساسى بتدريب متقدم في مجالات أخرى هي: عمليات التخريب، والمواد المتفجرة، والاستطلاع، والرماية، والاتصال واللاسلكى، واستعمال المدافع الرشاشة ومدافع الهاون. واحتوى التدريب السري على حملات طويلة للمشاة تم دمجها مع تدريبات الأسلحة الحية.
أكدت البلماح على كفاءة قادة الميدان العصاميين أصحاب الخبرة الواسعة الذين اُستعملوا كنموذج خاص لقيادتهم. كانت الدورات القيادية الأساسية هي دورة إعداد قادة الوحدات الصغرى، ودورة إعداد قادة الفصائل التي أنعقدت في غوعرا، وبها تم تأهيل قادة للوحدات الصغرى، وقادة للفصائل، وقادة للكتائب. وشكل خريجى تلك الدورات النواة الأساسية للطاقم القيادى في الجيش الإسرائيلي.

### القوة الاحتياطية للبلماح

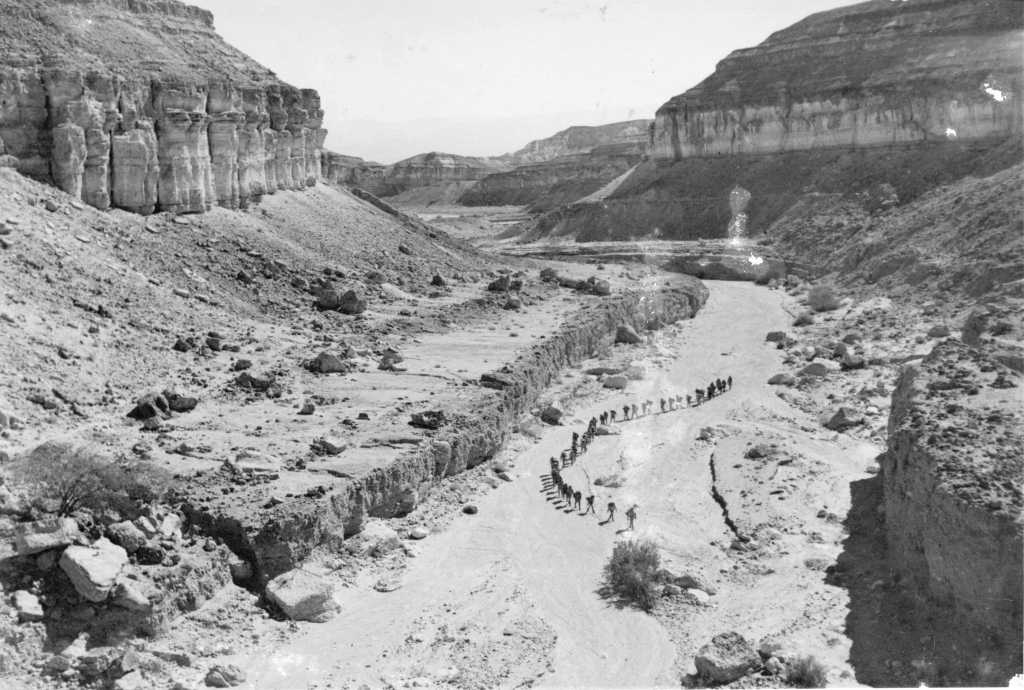
رحلة كتيبة البلماح بوادى "حتيرا" بجانب "عين يرقعام" 1994.

كانت القوة الاحتياطية للبلماح بالفعل هي سلاح الاحتياط الخاص بها، وكونت بالفعل قوة احتياطية أولى لقوة الدفاع العبرى.
ففى عام 1943 عندما تحولت البلماح إلى قوة مجندة فعليا تأسست على أوامر التجنيد من قبل المؤسسات القومية المختارة، استطاع قائد البلماح وقيادته تحديد أقل مدة زمنية مطلوبة تكفى لتدريب وتأهيل المقاتلين وفقا لظروف العمل والتدريبات بما يتناسب مع فنونهم العسكرية ووظائفهم.
فترة الخدمة المحددة لجندى المشاة هي عامين: كان مقررا عليه في العام الأول أن يجتاز التدريب الأساسى أما في العام الثاني يتم تكريس وقته لتدريب متقدم في فن القتال الخاص الذي تخصص به. ونتيجة لهذا أعفت البلماح مئات المقاتلين المتدربين من الخدمة النظامية ابتداء من نهاية عام 1944. أظهر هذا الإعفاء بعد عامين من الخدمة أزمة جديدة هي: ماذا نفعل بهؤلاء الخريجين؟ هل ندرجهم في تخصص ما للهاجاناه (مثل السلاح الميداني، سلاح الحراسة، كتائب الشبيبة، والخدمات الطبية، وخدمات الاتصال وغير ذلك) أم نؤسس سلاح الاحتياط الخاص بالبلماح؟.
وتمت الإجابة على هذا السؤال في عام 1944 عندما صدقت القيادة العامة لمنظمة الهجانا على إقامة سلاح الاحتياط للبلماح «القوة الاحتياطية» فتم إلحاق معظم خريجى البلماح إلى القوة الاحتياطية وبعضهم إلى وحدات الهجانا الأخرى.
جنود الاحتياط أصبحت تطلق من حين لآخر على المتدربين وفقا لمبادرة ضباط الاحتياط بقيادة البلماح، ولكن لم يتم تحديد قدر شهرى أو سنوى ثابت لتلك التدريبات.
في السنوات التالية تم إشراك مقاتلى الاحتياط أيضا بالعمليات.

### موسم الخُصُومات
(الخصومات التي وقعت بين المنظمات السرية اليهودية إبان الانتداب البريطانى في الأراضى المقدسة).
كان للبلماح دور حاسم في "موسم الخصومات". وهذا الموسم، هو كناية عن الصراع الذي أدارته منظمة الهجانا بين عامى 1944-1945 طبقا لتوجيهات المؤسسات المختارة للاستيطان، ضد منظمة «الإيتسل» الأمر الذي تضمن اعتقال رجال الإيتسل من قبل البريطانيين.
جاء هذا الموسم في ضوء التمرد الذي أعلنه مناحم بيجن ضد سلطات الانتداب البريطانى خلال الحرب العالمية الثانية. تم تقييد مقاومة رجال منظمة الإيتسيل ومنظمة هاليحي ضد البريطانيين من قبل الوكالة اليهودية، والمؤسسات المختارة للامستيطان اليهودي، ومنظمة الهاجاناه (التي كانت خاضعة لهما)، ومعظم المستوطنات اليهودية بفلسطين، وكأنها عملية غير متفق عليها من قبل المنظمات المنشقة. العملية التي كان من شأنها أن تضر بجهود الاستيطان لإقامة دولة يهودية وكذلك بالحرب ضد النازيين.
تم إلقاء المهمة الأصعب على البلماح، باعتبارها الذراع المنفذ لمنظمة الهجانا، وعلى رجال "هاشي" وهي الاستخبارات الخاصة بمنظمة الهجانا. وخلال هذا الموسم تم اختطاف بعض رجال الإيتسيل بين نوفمبر 1944 ومارس 1945 في أماكن سرية وتم اعتقالهم هناك واُستخدمت معهم القوة البدنية في بعض الأحيان لاستخراج أية معلومات منهم. وتم تسليم رجال الإيتسيل إلى القوات البريطانية في أحيان أخرى. وبعد أربعة أشهر قررت إدارة الوكالة إيقاف موسم الخُصُومات. وبعد مرور ستة أشهر، في أكتوبر 1945، اشترك كلا من المُلاحقين والمطاردين، رجال البلماح والإيتسيل في عملية في ضوء حركة المقاومة العبرية.

### الهجرة ومقاومة البريطانيين
بدأ الاستيطان اليهودي في فلسطين بعد انتهاء الحرب العالمية الثانية مقاومته الفعالة ضد البريطانيين. رأى بعض الرجال ومنهم موشى سنا أن استمرار السلطة البريطانية التي تمنع الهجرة الحرة يعد عائقا أساسيا في طريق تحقيق التطلعات القومية للشعب اليهودى، في الفترة مابعد الكارثة النازية. وفي سبتمبر عام 1945 تقرر تنظيم المقاومة ضد البريطانيين في حركة متحدة لكل العناصر الصهيونية التي أُطلق عليها حركة المقاومة العبرية. وجاء في التعليمات التي أرسلها دافيد بن جوريون إلى موشى سانا في أكتوبر 1945 ما يلى: «علينا أن نتخذ إجراءات تخريبية وانتقامية ليس كارهاب شخصى، ولكنه ضروريا كانتقاما لكل من تم قتله على يد سلطات الكتاب الأبيض (أي السلطات البريطانية) ويجب أن تكون كل عملية تخريبية ذات ثقل وتأثير عميق، وعلينا أن نأخذ حذرنا بقدر الإمكان لمنع وقوع ضحايا بشرية».وكان النموذج المثالى لهذا الغرض هو البلماح. وفي هذه المرحلة تم إبدال إسحاق ساده بإيغال آلون كقائد للبلماح وتم تعيين نورى برنر كنائب له.
كانت المهمة القومية الأخرى هي استيعاب باقى لاجئ يهود أوروبا الذين وصلوا إلى شواطئ فلسطين في سفن هجرة غير شرعية، وقامت السلطات البريطانية بحملة مطاردة لهم. وكان هذا هو دور البلماح في استيعاب المهاجرين على الشواطئ ونقلهم إلى الكيبوتسات التي تستوعبهم.
كانت العمليات العسكرية الأبرز للبلماح في هذه الفترة هي:
- فك أسر مائتان وعشرة مهاجر غير شرعى من معسكر الاعتقال في عتليت ونقلهم إلى كيبوتس «يجور» في 9 أكتوبر عام 1945.
- تفجير السكك الحديدية وإغراق ثلاث قوارب حراسة بريطانية في «ليلة القطارات» في 1 نوفمبر عام 1945.
- الهجوم على نقاط شرطة السواحل البريطانية في هضبة أولجاه وفي سيدنا علي في 25 نوفمبر عام 1945.
- تفجير محطات الردار على جبل الكرميل في 20 يناير عام 1946.
- تفجير عشرة جسور في أنحاء البلاد في «ليلة الجسور» وهي الليلة ما بين 16 -17 يونيو عام 1946.

توقفت البلماح عن المقاومة المسلحة ضد البريطانيين، بعد السبت الأسود في 29 يونيو عام 1946 الذي أُعتقل به العديد من أعضاء البلماح والهاجاناه، واتخذ صراعه للاستقلال والهجرة الحرة شكلا آخر وركزت على الاستيطان والهجرة. وواصلت كل من منظمة الإيتسيل وهاليحي المقاومة المسلحة ضد البريطانيين حتى مغادرتهم لفلسطين في مايو عام 1948.

### حرب 1948
عينت البلماح مع إعلان الأمم المتحدة عن قيام دولة إسرائيل أربعة كتائب بها أثنتى عشر فصيلة وما يقرب من ألفين ومائة رجل في الخدمة النظامية، وألف رجل في قوة الاحتياط. وفي 1 أكتوبر 1947 تم إلقاء مسؤلية تأمين منطقة الجنوب بأكملها على البلماح. وكانت عمليات البلماح في تلك الفترة هي:
- نقل الإمدادات إلى النقب والجليل.
- تأمين خط المياه في النقب.
- إقامة قناة اتصال مع نقاط المستوطنات المعزولة.
- مصاحبة قوافل الإمدادات إلى القدس المحاصرة.

أملت الاحتياجات تغيير نظامى سريع أثناء زيادة مرحلة التأهيل. وهكذا تم تشكيل ثلاثة ألوية خلال فترة قصيرة على أساس الفصائل المحنكة.
- لواء "يفتح" الذي عمل في الجليل الأعلى والأسفل بقيادة مولا كوهين.
- لواء "هرائيل" في ممر القدس بقيادة يتسحاق رابين.
- لواء "النقب" بقيادة ناحوم شريج، واحتوت على الكتيبة الثانية الشمالية بقيادة موشى نتسر، والكتيبة الثامنة الجنوبية بقيادة حاييم برلف.

وأُلقيت مسؤلية تأمين الجبهة في الطريق المؤدية إلى القدس بعد قرار الأمم المتحدة في 29 نوفمبر واندلاع حرب 1948. وقيادة هذه الجبهة تم القاءها على عتق ضابط أركان حرب بالبلماح هو يتسحاق رابين. ولهذا السبب أسس البلماح كتيبتان جديدتان هما الكتيبة الخامسة بقيادة شاؤول يافي، والكتيبة السادسة بقيادة تسبى زمير. وفشلت البلماح في هذه المهمة ولم يتسبب هذا الفشل في الحصار الجزئى للقدس فقط بل تسبب أيضا في سحب الولايات المتحدة تأييدها لإقامة دولة إسرائيل في التاسع عشر من مارس عام 1948. وبنهاية شهر مارس تم عزل يتسحاق رابين من وظيفته وتعيين شاؤول يافي محله في القيادة. ولكن بعد إصابة يافي في معركة قافلة حودلا بعد عدة أيام، ألقى بن جوريون في واحد إبريل المسؤلية على القيادة العامة لمنظمة الهجانا للسيطرة على الطريق في عملية ناحشون.
أُمهلت عمليات البلماح الفرصة لتنظيم قوى الدفاع في البلاد لتدريب هذه القوى وتسليحها من أجل الحرب مع اندلاع حرب 1948، بينما أصبح البلماح الفرع النظامي والمجند للدفاع عن البلاد تحمل عبء المقاومة، وتم استغلال قادته كنواة قيادية تخرج منها قادة الجيش الإسرائيلي وقادة ألوية أخرى، مثل لواء جفعتى، واللواء الثامن، ولواء المدرعات بقيادة إسحاق ساده. وحاربت البلماح في هذه الفترة في الجليل الغربي، وفي عمق يزرعائيل، وفي الجنوب، وفي الجليل الشرقي.
ضاعفت البلماح عدد رجالها بعد شهرين من اندلاع الحرب، وعينت ستة كتائب تضم ستة الآف مقاتل. بدأت البلماح في هذه المرحلة الاتحاد في ألوية. وكان اللواء الأول هو لواء النقب الذي تشكل من قوة المسؤلية التي حملتها البلماح في دفاعها عن النقب. وتم تأسيس لواء "يفتح" في الجليل خلال عملية يفتاح التي تم بها السيطرة على الجليل الشرقي. وتم إنشاء لواء هرائيل في الوسط الذي تحمل مسؤلية الدفاع عن القدس. وتنبثق قيادة هذه الألوية من قيادة البلماح التي كانت تعمل حينئذ في استيعاب العنصر البشرى وتدريبه. وبمرور الوقت تم استغلال قيادة البلماح كقيادة لإدارة العمليات مثل عملية يورام لاحتلال اللطرون وعملية داني.
احتفلت البلماح في 7 مايو عام 1948، عشية الإعلان عن قيام الدولة، بمرور سبع سنوات على تأسيسه في احتفال جماهيرى أُقيم في تل أبيب، في الوقت الذي انتشر فيه رجالها ومقاتليها في الجليل، وفي النقب، وفي ممر القدس.
شاركت ألوية البلماح خلال حرب 1948 في عمليات عملية نحشون، وعملية يبوسي، وعملية يفتاح، ومكابي، ويورام، وعملية هاهر وعملية داني. كان أساس حرب البلماح في منطقة الشمال، وفي الجنوب وفي تمهيد الطريق للقدس. وكان ثمن الدماء الذي تكبدته البلماح في الحرب ثقيلا حيث سقط ألف جندى أثناء الحرب أي ما يقرب من عشرين بالمئة من القوى.

### حل البلماح
كان قرار حل قيادة البلماح (القرار الذي أُطلق عليه قرار «حل البلماح») ودمج وحداتها داخل الجيش الإسرائيلي، كجزء لا ينفصل عنه هو إحدى قرارات دافيد بن جوريون. وقد أثار هذا القرار معارضة كبيرة، وخلال عدة سنوات انتشر سؤالا في البلاد ألا وهو «لماذا نحل البلماح؟». وكان هذا القرار جزء من سياسات بن جوريون لتأسيس جيش أوحد وفريد للدولة الصغيرة. وبالإضافة إلى تلك السياسات ظهرت القضية التي أثارت جدلا أوسع وهي قضية سفينة الأسلحة التابعة للإيتسيل ولالتلنا. وأصدر بن جوريون أوامره في 7 نوفمبر 1948 بوقف نشاط قيادة البلماح. وهناك من نظر ببصيرة قصيرة إلى هذه الفعلة واعتبرها ناتجا للدوافع السياسية - مثل تصفية القوى المستقلة للمبام وهاشومير هاتسعير، من أجل إقامة ائتلاف مع حركات الوسط ومع الحركات الدينية بعد انتخابات الكنيست الأولى. كتب يهودا بن حورين أحد رجال المبام قائلا:
«إن حقوق البلماح التاريخية الكبرى غير المشكوك بها وتكالبها خلف المصالح السياسية الصغرى يمكنه أن يتسبب في انهيار امكانيات هذه الحركة العسكرية في التأثير الاجتماعى والأخلاقى. أما عن الأحداث السياسية التي وقعت في دولة إسرائيل في السنوات التالية لتأسيسها يمكنها تفسير سبب حل البلماح بعد حرب 1948. فرغبة تلك القوى السياسية داخل حركة العمل لتشكيل ائتلاف مع الأوساط الرجعية، لا يمكنه أن يُبقي البلماح وقيمها على أوضاعهم السابقة.»
وقال إيغال آلون في حفل خريجى البلماح في عام 1953 أن البلماح كان سلاحا مثل كل أسلحة جيش الدفاع، تم تعيين قادته بواسطة القيادة العليا ولم يعد الذراع السياسي لحزب ما، ولهذا لم يكن هناك سبب لحله.
وقد غاب هذا الاتجاه من التزام بن جوريون الكامل لتنفيذ فكرة «الوطنية» التي جالت وسط خواطره السياسية. حيث رأى بن جوريون أن حل البلماح خطوة هامة وحيوية في الانتقال من كونها حركة نظامية سرية إلى حركة شبه رسمية لها تأثيرات خاصة على الجيش العصرى المنضبط والمنظم. لم تتوافق روح البلماح وروح الجيش الإسرائيلى كما توقع بن جوريون. وكان هذا أقرب لنموذج الجيش البريطاني، حيث يشبه شخصية المقاتل الروسي المقاوم، رجل البانبيلوب، الذي وقف بمركز الأسطورة البلماحية.

## ألوية البلماح
بدأت البلماح طريقها عندما كانت تعمل في فصائل، ثم بعد ذلك في كتائب، وأثناء حرب 1948 اتحدت كتائب البلماح لتكون ثلاثة ألوية:
- لواء النقب: بقيادة ناحوم سريج.
- لواء يفتح: بقيادة مولا كوهين.
- لواء هرائيل: بقيادة يتسحاق رابين وبعده يوسف تفنقين.

وهكذا عينت البلماح وحدات أخرى هادفة:
- الباليام: هي الوحدة البحرية للبلماح، وبعد فترة أصبحت نواة لسلاح البحرية.
- الفصيلة الجوية: التي أصبحت بعد ذلك نواة لسلاح الطيران.
- الفصيلة العربية: أو المستعربين التي عملت في عمليات الاستخبارات والاستطلاع.
- الفصيلة الألمانية: التي أُقيمت أساسا على مهاجرى وسط أوروبا، بهدف إرسالهم للعمل كطابور خامس خلف الصفوف في الحرب العالمية الثانية.
- غفر السواحل: التي أُقيمت للدفاع عن البلاد في حالة غزوها من جهة البحر.
- الفصيلة البلقانية: التي تم تدريبها لإرسالها كطابور خامس خلف صفوف العدو في دولة البلقان.
- الفصيلة الدينية: المشهورة بسبب دورها في أحداث الهجرة إلى بيريه في عام 1946.

## تقييم عمل البلماح
كانت القصة الذائعة بفلسطين هي اعتبار البلماح القوى الأساسية في الدفاع والحفاظ على الاستيطان واعتبار رجالها أيضاً رأس الرمح (أي الطلائع) في حرب 1948. أما القصة الأخرى فهى «روح البلماح» وهي العبارة التي عبرت عن معظم الملتزمين بالمهمة والملتزمين بما يطلق عليه نظافة السلاح (أي استخدام السلاح للدفاع عن النفس). بالإضافة إلى أنه كان مألوفاً اعتبار رجال البلماح بأنهم المقاتلين المتميزيين والمحنكين في الخدع الحربية؛ كما جاء على سبيل المثال في أقوال إسحاق ساده:
«كان رجالنا أقل مهارةٍ في نقل الوحدات (وهذا ببساطة، بسبب نقص وسائل النقل ...) ولكن كان معدل مناورتنا أسرع دائماً في الميدان. وسار فكر القيادة على نهج مألوف حيث كان ينتقل من فكر قائد موهوب لآخر مثله ... فلم يسير فكرنا العسكري على نهجٍ تقليدي. ونأخذ أيضاً في اعتبارنا أن العدو سيكون أكثر منا قوة وعدداً وسلاحاً، وأنه لايمكننا تحقيق النصر بواسطة القوة البدنية فقط، بل هناك حاجة لمزيد من التدريبات والعمل على نقاط ضعف العدو.»
وعينت البلماح في قمتها ما يقرب من ستة الآف مقاتل. ولقى ألف ومائة وثمانية وستون مقاتل مصرعهم من البلماح في حرب 1948 وفي مقاومتها لإقامة الدولة. وهي نسبة كبيرة للغاية ليس لها نظير في المنظمات العسكرية اليهودية الأخرى. كتب «دافيدقا نمري» قائلاً : «أن البلماح قد أضافت قيم روحية لا تنسى لالآف المقاتلين من أعضائها، وهي القيم التي تركت بصمتها على كل واحد منا كقائد أو كجندي منفذ. فالتدريب والمعرفة المهنية والروح المهذبة لإنقاذ الطلائع والإخاء بين المحاربين والمنتجين لا يضيع سدى. فكل من تدرب في مدرسة البلماح أصبح قادرا حتى هذا اليوم كما كان في الماضى، على أن يُدرب ويُدير ويُنفذ أيضا في أصعب الظروف غير العادية وفقاً لما هو متبع في سنوات التدريب الصعبة والقاسية.»
ومن الجانب الآخر فقام بعض الباحثون بانتقاد نشاط البلماح. ومن أبرزهم أوري ميلشطين الذي زعم في كتابه «حقيبة رابين» أن البلماح لم تقم بمهمتها على أكمل وجه كما ينبغي، وأنها أدارت مهمتها بأسلوب سقيم. بدأ أيضاً الأدباء، الذين كانوا من أنصار البلماح وقيمه، بعد مرور عدة سنوات الكشف عن معاملة غير أخلاقية من قبل مقاتلي البلماح حيث قصت نتيفا بن يهودا عن قتل رجال البلماح للأسرى، وعرض كذلك تسبيقا دور، في كتابه «هرائيل – معركة على القدس» شهادات عن سلب ونهك لجثث شهداء العدو. ومع هذا تم عرض تلك الظواهر كاستثناءات لا كسياسات لقيادة البلماح.

## الهوية السياسية
كانت البلماح في بداية طريقها مبادرة استيطانية عامة بتأييد بريطاني، وباعتباره على هذا النحو عانت قادته من مجموعة من أحزاب في الاستيطان. ولكن بعد زوال خطر الزحف النازي على فلسطين، اعتقد بعض رجال المباي أن عليهم توجيه عدداً أكثر من الشباب إلى الجيش البريطاني لكى يحاربوا الألمان، وهكذا فلا توجد للبلماح أية مشاركة دفاعية فعالة. وفي هذه الفترة، كان هناك من يرى، ومن بينهم بعض رجال البلماح أنفسهم، أن رجال البلماح يتهربون من الخدمة العسكرية وأنهم يقلقون على كيبوتساتهم بدلاً من محاربة الألمان. على الرغم من هذا نصح رجال كيبوتس هاموؤحد بقيادة يتسحاق تفنقين البلماح في مواصلة تقدمها إعداداً لمقاومة العرب الذين سيأتون وفقاً لتقديراتهم مع نهاية الحرب العالمية الثانية. اقترح رجال كيبوتس هاموؤحد استضافة وحدات البلماح مقابل العمل بها، واقرضوها خمسة عشر ألف ليرة إسرائيلية لضرورة استمرار نشاطها. وفي أعقاب هذا شكل رجال كيبوتس هاموؤحد أساس طبقة قيادة البلماح. في نهاية عام 1942 أصبح أربعة من رجال كيبوتس هاموؤحد قادة من القادة الستة في فصائل البلماح، وبعد فترة قليلة أصبح كل رجال قيادة البلماح من رجال كيبوتس هاموؤحد. شارك رجال الكيبوتس المحلي رجال كيبوتس هاموؤحد في تأييدهم للبلماح في بداية عام 1943، وطالبوا بالحصول على تمثيل لهم في قيادة المنظمة. وعندما أُقيمت كتائب البلماح عام 1945 أصبح كل قادتها من رجال كيبوتس هاموؤحد.

## تأثير خريجي البلماح على دولة إسرائيل

### تأثيرهم على الأمن
شكل خريجى البلماح أساس هيئة قيادة الجيش الإسرائيلي على مدار عدة سنوات. فقد تخرج من البلماح رؤساء للأركان العامة، وقادة مناطق وقادة لسلاح الطيران وسلاح البحرية، ورئيس الشباك (مصلحة الأمن العام)، ورئيس الموساد، وغيرهم، الذين أصبحوا بعد ذلك وزراء بارزين ومنهم يتسحاق رابين الذي أصبح رئيساُ للوزراء. كانت معظم القيادة العامة في الجيش الإسرائيلي في حرب 1967، وحرب 1973 تتشكل من خريجي البلماح. وبطبيعة الحال، كان لتأثير البلماح على هؤلاء الشخصيات تأثيراً عميقاً على الفكر العسكري للجيش الإسرائيلي.
قائمة جزئية لمسئولي أجهزة الأمن الذين خدموا في البلماح :
- شمعون أفيدون: لواء جفعاتي أثناء حرب 1948.
- ابراهام ايدن برن : قائد مجموعة ألوية أثناء حرب 1973، ورئيس منطقة الجنوب.
- رفائيل إتان: رئيس الأركان العامة أثناء عملية سلام الجليل.
- رافي إتان: مسئول في الموساد، ورئيس مكتب العلاقات العلمية، ووزير في الحكومة الإسرائيلية.
- إيغال آلون: قائد الجبهة الجنوبية أثناء حرب 1948.
- ديفيد اليعزر: رئيس الأركان العامة أثناء حرب 1973.
- ابرهام أرنان: مؤسس وحدة عسكرية مقاتلة للقيادة العامة أو مؤسس سرب طائرات الاستطلاع للقيادة العامة.
- أوري بن أري: قائد لواء هرائيل أثناء حرب 1967.
- يوحاي بن نون: قائد سلاح البحرية.
- مردخاي بن بوريت: قائد اللواء التاسع أثناء حرب 1973.
- حاييم بر ليف: رئيس الأركان العامة أثناء حرب الاستنزاف.
- يشعياهو جفيش: قائد منطقة الجنوب أثناء حرب 1967.
- شموائيل جونان (جوروديش): أحد قادة المدرعات، ورئيس منطقة الجنوب أثناء حرب 1973.
- مردخاي جور: رئيس الأركان العامة أثناء عملية ليتاني، ووزير في الحكومة الإسرائيلية.
- أهرون دفيدي: أكبر ضباط المظلات.
- موشى دايان: رئيس الأركان العامة أثناء حرب 1956، ووزير الدفاع أثناء حرب 1967 وحرب 1973.
- مردخاي هود: قائد سلاح الطيران أثناء حرب 1967.
- مايك هراري: مسئول في الموساد.
- رحبعام زيئفي: قائد منطقة وسط، ووزير في الحكومة الإسرائيلية.
- تسفي زامير: لواء في الموساد، ثم رئيسه.
- يتسحاق حوفي: رئيس منطقة الشمال أثناء حرب 1973.
- عاموس حوريف: لواء في الجيش الإسرائيلي، وحصل على جائزة أمن إسرائيل.
- مولا كوهين: مؤسس الحرس المدني.
- دان لنر: لواء، وقائد مجموعة ألوية منطقة الشمال أثناء حرب 1973.
- داني مط: من أوائل ضباط المظلات، لواء، وقائد مجموعة ألوية.
- عوزي نرقيص: رئيس منطقة وسط أثناء حرب 1967.
- العاد فيلد: لواء، وقائد مجموعة ألوية بهضبة الجولان أثناء حرب 1967.
- متاي فيلد: لواء، ورئيس وحدة العمليات أثناء حرب 1967.
- يتسحاق رابين: رئيس الأركان العامة أثناء حرب 1967، ورئيس وزراء الحكومة الإسرائيلية.
- يوحنان رطنر: من أوائل لواءات الجيش الإسرائيلي.
- جفريئيل رففورت: مؤسس وحدة الإنقاذ والإغاثة المحلية.
- إسحاق ساده: لواء، وأحد رؤساء منظمة الهاجاناه، وأحد مؤسسي البلماح، ورئيسه الأول.
- أبرهام شالوم بندور: أحد رؤساء الشباك.
- أسف سمحوني: قائد منطقة الجنوب أثناء عملية قيدش (في حرب 1956).
- هرتسيل شبير: لواء، ومفتش عام بشرطة إسرائيل.

### تأثيرهم على الفنون والثقافة
أحيا البلماح تراثاً عظيماً في مجال الفنون والثقافة. كان مألوفا الحديث عن جيل البلماح، وربما وصفه الأديب موشى شمير في أحسن صورة في كتابه «هو هلخ بسادوت» (ذهب في الحقول) الذي اهتم بحياة رجل البلماح في تدريبه الموجه. وتأثر كل من الأدب العبري والغناء العبري والثقافة العبرية بأكملها بخريجي البلماح من ناحية، وبتجربة البلماح كتجربة اجتماعية حضارية من ناحية أخرى. كانت روح البلماح هي روح الصداقة بين المقاتلين والطلائع، وروح الصبار الأصليين، وروح الاستيطان وتنمية البلاد، وروح المبادرة وتحقيق الذات. وتعلم رجال البلماح كثيراً من جيرانهم العرب. فتسللت كلمات عربية كثيرة إلى اللغة العبرية المتحدثة على ألسنة رجال البلماح وتحولت إلى تراث عام – مثل فنجان- وغيرها من الكلمات. ظلت حياة التدريب والكيبوتس، الحرب والنار، والتضحية بالنفس التي قد وصلت في بعض الأحيان إلى تكبد الكثير من الدماء كثمناً لهذا، في الشعر والنثر وتحولت لتصبح تراثاً خالداً للثقافة العبرية في الدولة الصغيرة – مثل «هراعوت» (المصائب) – «هن إفشير» (يمكنهن) – «هايو زمانيم» (كانت أوقات) وغيرها من الروايات. وهناك أيضا كلمات كثيرة منها ما كتبها حاييم حفر أو حاييم جوري، ولحنها أفضل ملحنين تلك الفترة وهم : سشا ارجوف وموشى فيلنسكي، وتم انشادها في نغمات روسية وعربية.
وغنت تلك الأشعار فرقة «هتسيزبطرون» الموسيقية، التي كانت قائدة لكل الفرق الموسيقية العسكرية التي أعقبتها.
وظهرت روح البلماح في نشيده الذي كتبه زروبابل جلعاد ولحّنه ديفيد ذهبي.
وكتب ناتان ألترمان عن البلماح قصيدة «مسافيف لمدورا» (حول الشعلة).
أبرز خريجي البلماح في مجال الفنون والثقافة هم :
- شايقا أوفير.
- د. يتسحاق إيرد.
- شاؤول بيبر.
- دان بن إيموتس.
- نتيفا بن يهودا.
- حاييم جوري.
- ع. هيلل.
- حاييم حيفر.
- أريق لفيا.
- شولميت ليفنت.
- دفيديق سمدر.
- متاي ميجد.
- أريا سيون.
- يهودا عميحاي.
- نعمي بولاني.
- بوتشو.
- شمعون تسبر.
- بومفا تسور.
- يورام كنيوك.
- ناتان شيحم.
- أمنون شموش.
- مناحم تلمي.

### تأثيرهم على السياسة
اجتاز معظم أعضاء البلماح التدريب في كيبوتسات «هاموؤحد»، و«هاشومير هاتسعير» وتشبعوا بالمناخ الروحي للكيبوتس في هذه الفترة. أدى الاتجاه السياسي لقادة البلماح مثل إسحاق ساده وإيغال آلون، ومقاومتهم للإيتسيل وهاليحي التي شارك فيها رجال البلماح بشكل فعال، إلى انضمام الغالبية العظمى من البلماح لمناصرة الحركة العمالية (الذي تكون في الأساس من حركة اتحاد العمل أي المباي، وحزب هاشومير هاتسعير ليصبح بعد ذلك المبام).
لم يشكل خريجي البلماح كتلة جماعية واحدة ذات إيديولوجيا واحدة. ولكنهم تمكنوا في الخمسينيات، في الأعوام الأولى بعد قيام الدولة، من رؤية كل أحزاب اليسار الصهيوني. واحتل إيغال آلون، وهو ممثل هذا الجيل ويأتي في مقدمة رجاله، منصب رئيس الوزراء لفترة طويلة بعد وفاة ليفي أشكول. وتعد وفاة ألون المفاجئة إثر سكتة قلبية في عام 1985 ضياع فرصة كبيرة لرجال البلماح في السياسة. أما المسئول الآخر في الحقل السياسي من رجال البلماح، وربما يعد أيضاً التمثيل الأفضل في مسار المنظمة، هو يتسحاق رابين الذي وصل إلى رئاسة الوزراء من قبل حزب العمل الذي ادمج في طريقه رجال الدفاع مع الحمائم. ويبدو هذا وكأنه امتداد طبيعي لمسار البلماح. واحتل عدد من رجال البلماح مثل رابين مناصب في حزب العمل ومن أبرزهم موشى دايان، حاييم بر ليف، ومردخاي جور.
يبدو أن الاندماج في حزب العمل هو مسار طبيعي لرجال البلماح (خاصة بعد انضمام المبام واتحاد العمل لهذا الحزب). ولكن تمكن خريجي البلماح من رؤية كل ألوان قس قزح السياسية، سواء من اليسار؛ مثل متاي فيلد: رجل القائمة التقدمية للسلام، ومن أوائل من دعوا إلى مفاوضات مع منظمة التحرير الفلسطينية، ويئير تسيفن قائد المبام في التسعينيات، ووزير الاستيعاب والهجرة في وزارة رابين، وشولميت ألوني قائد حركة ميرتس؛ وسواء من اليمين مثل رفائييل إيتان ورحبعام زيئفي.

### تأثيرهم على استيطان البلاد
لم تكن البلماح قوة مقاتلة فقط، بل كانت أيضاً حركة استيطانية. فعندما وصل الطلائع من حركة الشباب إلى معسكر التدريب، كان تعاملهم معهم مثل تعاملهم مع كيان المستقبل لإقامة مستوطنة عبرية في المستقبل. شجعت إدارة البلماح الشباب الذين انهوا خدمتهم العسكرية في البلماح أن يواصلوا تأسيس المستوطنات كنواة للاستيطان، أو يواصلوا دعم وتوطيد المستوطنات القائمة. شكل واقعهم المشترك الذي تكون خلال سنوات خدمتهم، التماسك الاجتماعي الذي سمح بنجاح المستوطنات التي أسسوها. وبعد مرور سنوات على الحرب، كان طبيعيا أيضاً أن يحاول الأعضاء الطلائع الاستمرار وتحديد خريطة حدودية للدولة عن طريق الاستيطان بنقاط حدودية أو بالنقاط المحفوفة بالمخاطر، إما ككيبوتس أو كموشاف. ورأى البلماح أيضاً في هذا جزءاً من أهدافه، وأنه دور لا يقل في أهميته عن دوره العسكري.
وهذه هي المستوطنات التي أقامها خريجي البلماح :

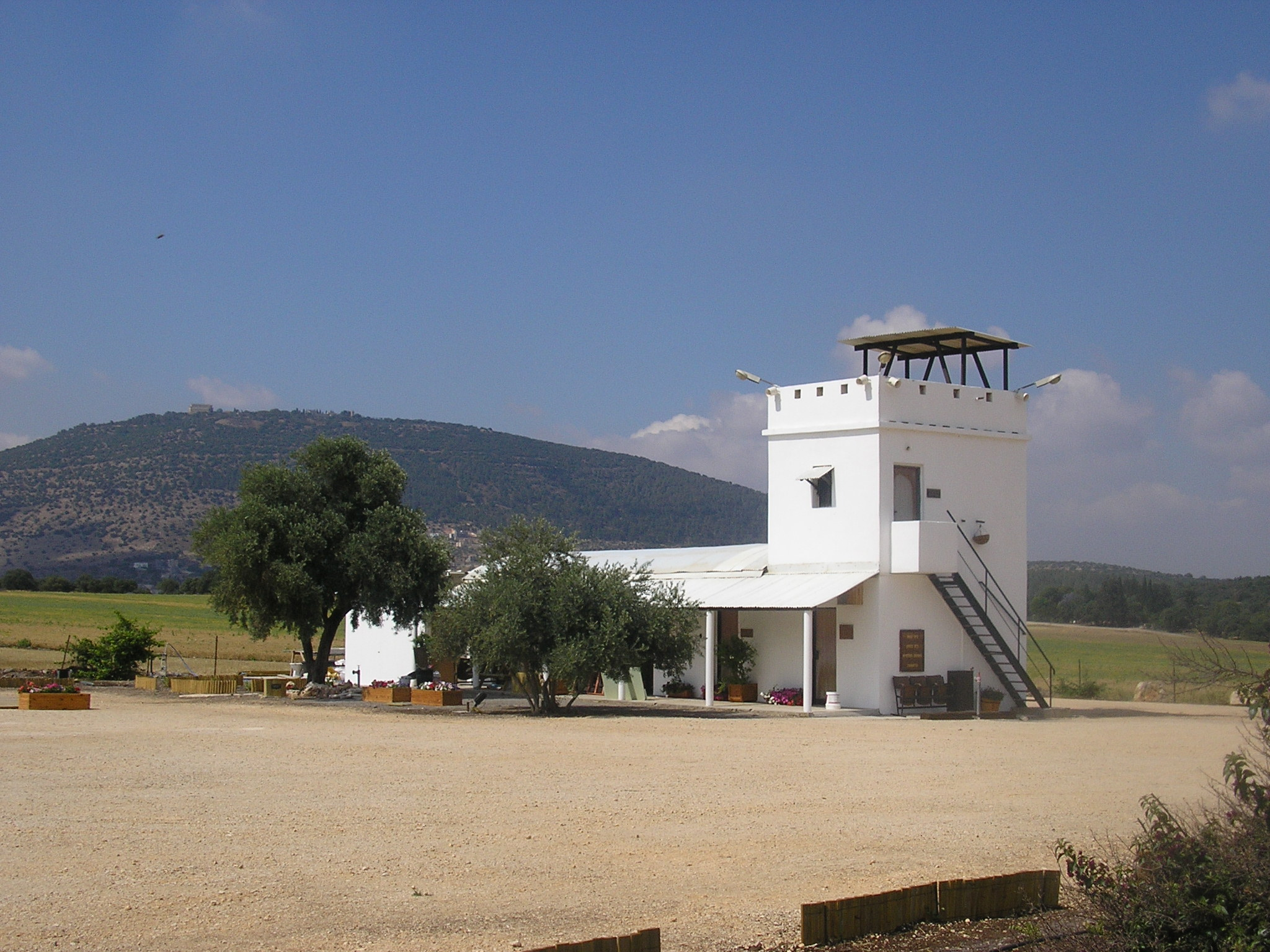
بيت قيشت المستوطنة الأولى التي أقامتها البلماح، وهى الآن مركز لتراث البلماح.

- إيرز
- بيريه
- بيت جوفرين
- بيت قيشت
- برعام
- جافيم
- هاجوفريم
- هايوجف
- هاسولليم
- هرائيل
- حاجور
- حوقوق
- حمديا
- حتسريم
- يزرعائيل
- يفتح
- يراؤن
- ملخيا
- معين باروخ
- مشئافي ساديه
- مشجف عم
- نحشوليم
- ناحشون
- نحشونيم
- نير يتسحاق
- نيريم
- نتيف هلاه
- عميعد
- بلماحيم
- بلماح تسوفا
- تساليم
- تسرعا
- رأس الناقورة
- رفديم
- رفيفيم
- تل رعيم

## نشيد البلماح
طلب قائد التدريب من زربابل جلعاد، الذي كان مجنداً في الفصيلة "أ" في بداية طريقه في البلماح أن يكتب شعراً بمناسبة انتهاء "خطة ال200 ساعة" للتدريب الأساسي.ولهذا السبب أعفاه القائد من أحد أيام التدريبات ولكن تنازل جلعاد عن هذا الإعفاء وكتب القصيدة في الوقت الذي وعده به.وفي الاحتفال انشدت القصيدة باللحن الروسي (لحن قصيدة "بو دولينام إي بو فززريئام") وهو اللحن الذي أنشدت عليه قصيدة "اتبعوا السنة أيها الرفاق"، وهي القصيدة التي تصف ملامح البلماح القتالية وأنشطتها العسكرية ولم يكن بها أية إشارة إلى طبيعة العمل. لأن القصيدة كتبت بعد أشهر قليلة من إقامة البلماح، وتناولت بالفعل (تنظيم العمل والتدريبات). وفي عام 1943 عندما قررت حركة هانوعر هاعوفيد تجنيد كل شبابها في البلماح، قام أحد خريجي الحركة صديق ناعان وهو ديفيد زهبي بتلحين لحن عبري للقصيدة، وانتشر اللحن الجديد باسم "قصيدة الفصائل" في جريدة هانوعر هاعوفيد" "بمعالاه" (أي في المنبر) في العدد الثاني عشر (292) 25 يونيو 1943. ولم تشير البلماح إلى نشره في الجريدة بسبب السرية. وتم تغيير بعض الكلمات مثل "نحن نحن البلماح!" إلى "نحن من نسير بسرية!" في جريدة البلماح العدد 24-25 (نوفمبر – ديسمبر 1944). وتم نشره مرة أخرى باسم قصيدة الفصائل مصاحبا للحن زهبي مع حجب اسم البلماح، ولكن أدخل عليه تعديل آخر بسيط في كلمة واحدة في البيت الثالث : "كل شاب وشابة يحمل السلاح للحراسة!". وظهر هذا للمرة الثانية في مدخل جريدة البلماح العدد 51-52 (إبريل – مايو 1947). وجاء تغيير هذه الكلمة ليشير إلى الطبيعة المساوية للبلماح بين الرجل والمرأة.

## المرأة في البلماح

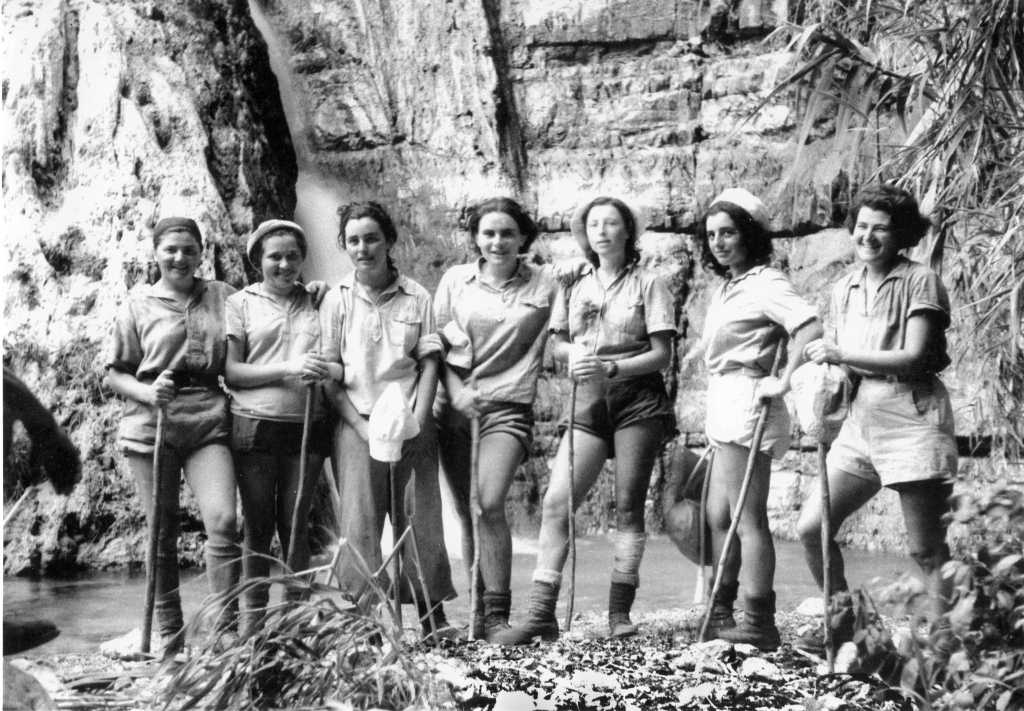
فتيات البلماح في نبع عين جدي، في الأربعينيات

لم تضم قوى البلماح نساء عند قيامها في العامين الأولين. فقد تقرر تجنيد النساء فقط في بداية عام 1943، عندما تقرر فتح صفوف البلماح لتجنيد عدد أكبر.
كونت النساء ثلث قوة العنصر البشري في البلماح. ومنذ اليوم الأول لأنشتطها المنظمة، شاركت النساء في الأنشطة وتم دمجهن بشكل متساوي في وحداتهن، حيث تناولن جزء من تدريبات الرجال وخطة تأهيلهم العسكري. وسبب هذا ان تلك التدريبات لم تكن تتوافق وقوة النساء، وفي سبتمبر عام 1943 اجتمعت عضوات البلماح في اجتماع حول حراسة العمق وحاولن جمع الخطوط لمواصلة تدريب النساء في البلماح. وتم الاتفاق على إعداد تدريبات خاصة للنساء وأخرى للرجال، وعلى تأهيل قائدات تُشرف على تدريبات النساء، وكذلك على أن يتركز تدريب النساء على أعمال الاتصال، والإسعافات الأولية، والقيادة، والاستطلاع، والأعمال الإدارية وأعمال الخدمة الاجتماعية، والأعمال الإعلامية. وكانت شوشتا سبكتور ضابط الإدارة العسكرية للبلماح هي المرأة التي وصلت إلى منصب مهم للغاية في البلماح.
حاربن نساء البلماح بجانب الرجال بالتساوي وتكبدن أيضاً ثمناً فظيعاً من الدماء التي تكبدتها البلماح بوجه عام. وكتب ناتان ألترمان عن المحاربة برخا بولد «واحدة من فتيات العصر مثل الرجال / عملن في كل حرف الرجال ولكن سقطن كضحايا في فترة شبابهن». ففى 24 مارس 1946 كانت برخا بولد جزءا من جماعة حصار «بشارع مرمرورق رقم 7» في تل أبيب في «ليلة فينجيت» التي حاولت منع المدرعات البريطانية من الوصول إلى سفينة المهاجرين «فينجيت» التي أرست على شاطئ تل أبيب. لقت برخا، التي كانت تبلغ التاسعة عشر من عمرها وكانت قائدة المجموعة، مصرعها إثر إطلاق النيران عليها، بعد أن أعلن اصدقائها رغبتهم في الاستسلام، عندما حاولت استبدال خزنة الزخيرة في الرشاش اليدوي الذي كان بين يديها. وسميت سفينة المهاجرين على اسمها «برخا بولد». كان هذا عرض لحالة واحدة من نماذج أخرى كثيرة. أما من سقطوا ضحايا للهبوط بالمظلات فهن حانا سنش وجيبا رايق، اللتان تشيران إلى صفحة هامة في رواية مقاتلات البلماح مثل القصة التراجيدية للطيارة زهرا لفيتوف.

## صياغة الذاكرة

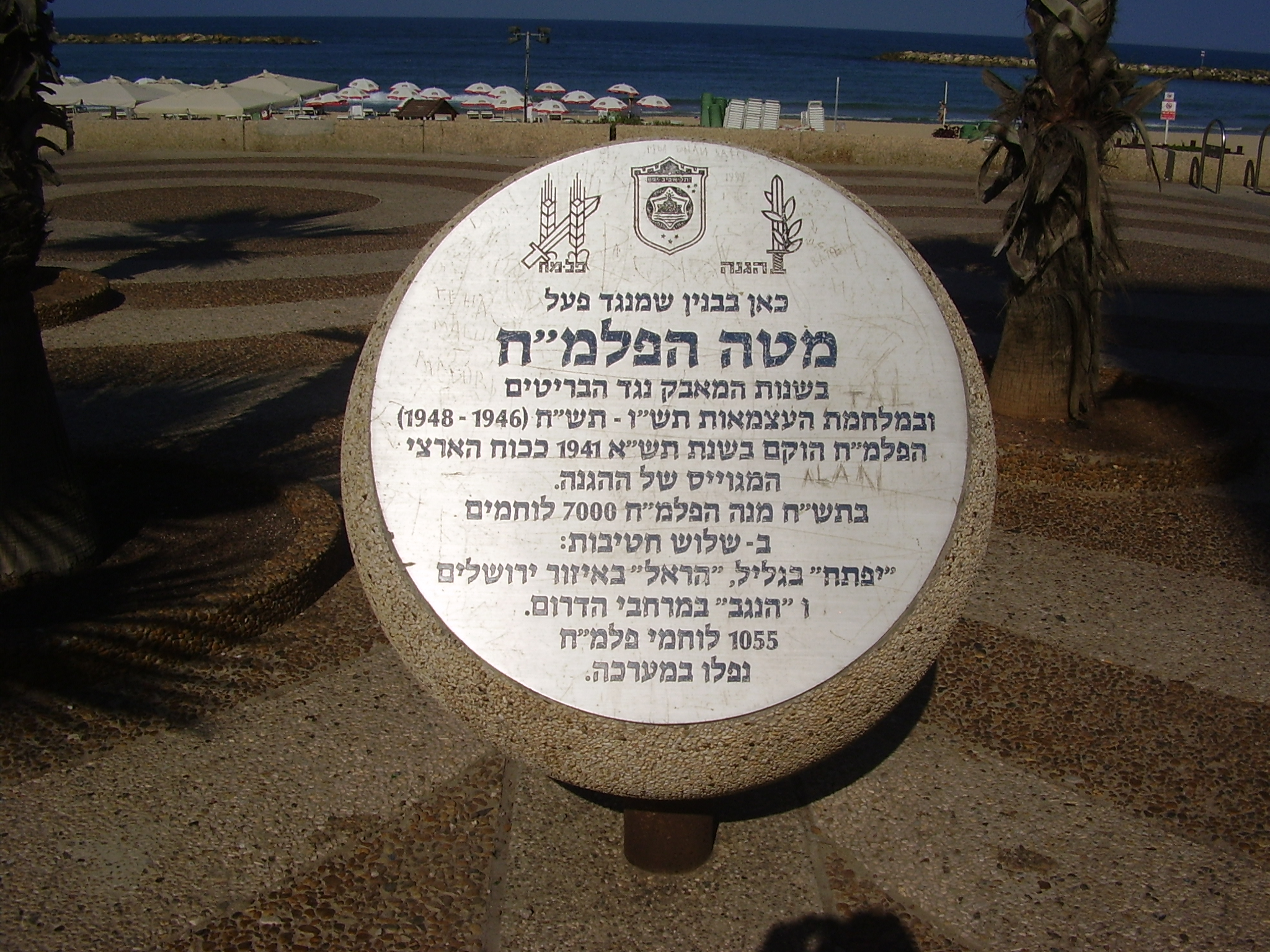
النصب التذكاري لقيادة البلماح على شاطئ تل أبيب

يوجد العديد من وثائق البلماح ولوحاتها في متحف البلماح في تل أبيب. يعد البلماح موضوع الدراسة في مجال التاريخ الإسرائيلي.
وأُطلق اسم البلماح على أسماء شوارع كثيرة في المدن الإسرائيلية. وتم تأسيس العديد من النُصب التذكاري واللوحات التذكارية في أماكن كثيرة.

## لمزيد من الاطلاع

### دراسات
- بن تسيون دينور (مع محررين آخرين)، قصة تاريخ الهاجاناه، أصدرتها معرخوت، أ- ج، تل أبيب 1954، 1972.
- تسبي رعنان، الجيش وحرب إسرائيل وحرب الشعوب، سفريت بوعاليم، تل أبيب 1955.
- مردخاي نأور، وقف النار عن الكرميل، 2006.
- يؤيف جلبر، لماذا حلوا البلماح، تل أبيب، أصدرتها دار نشر شوقن،1986.
- مائير باعيل، ابراهام زوهر، وعزرائيل رونان، البلماح : سرايا الصاعقة التابعة للهاجاناه،1941-1949، أصدرتها دار نشر وزارة الدفاع و الرابطة المستديرة، 2008.
- أوري ميلشطين، حقيبة رابين، كيف تضخمت الأسطورة؟، أصدرتها يرون جولان وماخون سريدوت،1955.
- أنيتا شبيرا، إيغال آلون : انتهاء الربيع، المكتبة الجديدة، أصدرتها دار نشر عم عوفيد،2004، الجزء السادس: بداية البلماح، الجزء السابع : البلماح بين 1943 – و1947.

## روابط خارجية
- موقع البلماح
- مقالات بالمكتبة الأفتراضية بالمركز التعليمي التكنولوجي :
  - إسحاق ساده
  - حل البلماح
  - الأدب العبري في إسرائيل : جيل البلماح
  - البلماح، في موقع الهاجاناه
- البلماح، في موسوعة ynet.
- قصة نتيفا بن يهودا «1948 – بين التدوين» (النص الكامل)
- أوري ميلشطين عن انتهاكات البلماح
- مجموعة صور من عصر البلماح (للاطلاع منتدى بيرس)
- بني موريس، البلماح : سرايا الصاعقة التابعة للهاجاناه، مسافيف لمدوراه، في موقع هآرتس، 20/11/2008
- ابرهام زوهر ردا على بنى موريس، هآرتس، 24/11/2008